# Irlbach
Irlbach település Németországban, azon belül Bajorországban. Lakosainak száma 1149 fő (2023. december 31.). Irlbach Stephansposching és Niederwinkling községekkel határos.

## Népesség
| Lakosok száma | 751  | 1235 | 1006 | 1137 | 1133 | 1130 | 1142 | 1138 | 1132 | 1149 |
|               | 1875 | 1950 | 1975 | 2011 | 2013 | 2014 | 2016 | 2019 | 2021 | 2023 |